# 南阳街道 (杭州市)
南阳街道 是中国浙江省杭州市萧山区下辖的一个街道，毗邻钱塘江。街道政府驻地南虹路528号，辖区总面积32.84平方公里，总人口3.7万。原为南阳镇，2009年更名为南阳街道。

## 辖区
南阳街道辖有：
- 社区(2)：赭山社区、南阳社区；
- 行政村(13)：雷山村、赭东村、东风村、永利村、红山村、坞里村、横蓬村、岩峰村、南丰村、龙虎村、远大村、南翔村、南兴村。